# 23249 Liaoyenting
23249 Liaoyenting este un asteroid din centura principală de asteroizi.

## Descriere
23249 Liaoyenting este un asteroid din centura principală de asteroizi. A fost descoperit pe 26 noiembrie 2000 la Socorro, New Mexico, în cadrul proiectului LINEAR. Asteroidul prezintă o orbită caracterizată de o semiaxă mare de 2,33 ua, o excentricitate de 0,05 și o înclinație de 7,0° în raport cu ecliptica.